# داگوبرتسهاوزن
داگوبرتسهاوزن (به آلمانی: Dagobertshausen) یک منطقهٔ مسکونی در آلمان است که در ماربورگ واقع شده‌است. داگوبرتسهاوزن ۴۵۳ نفر جمعیت دارد.